# Ceramiche Refin (wielerploeg)
Ceramiche Refin was een Italiaanse wielerploeg actief in de jaren negentig. De ploeg werd gesponsord door Ceramiche Refin, een Italiaanse keramiekfabrikant.

## Historiek
Ceramiche Refin ontstond uit Brescialat - Ceramiche Refin toen Primo Franchini met cosponsor Refin een eigen ploeg begon en ook een aantal renners meenam naar de nieuwe ploeg.
In 1998 begon cosponsor Mobilvetta een eigen ploeg. Die ploeg kan niet gezien worden als een voortzetting van Ceramiche Refin; ze had andere ploegleiders, een ander merk fiets – deze van de gewezen bergkoning Giovanni Battaglin – en alleen de wielrenner Luigi Della Bianca reed in 1997 voor Ceramiche Refin en het jaar erop voor Mobilvetta Design.

## Belangrijkste overwinningen
De belangrijkste overwinning van de ploeg was de winst van Djamolidin Abdoesjaparov in de veertiende etappe van de Ronde van Frankrijk in 1996. Andere overwinningen van de ploeg op de weg behelsten kleine eendaagse wedstrijden als Milaan-Vignola en de Subida Urkiola en etappes in kleinere rittenkoersen, zoals de Ronde van Zwitserland, Tirreno-Adriatico en de Sachsen Tour.
Verder waren er op de baan onder andere de winst van Andreas Kappes van de Zesdaagse van Gent in 1995 en de Zesdaagse van Keulen van 1996. Ook werd Felice Puttini in 1997 Zwitsers kampioen halve fond. Het was zijn tweede nationale kampioenschap, want in 1995 was hij al kampioen op de weg geworden.

## Bekende renners
- Djamolidin Abdoesjaparov (1996)
- Elio Aggiano (1997)
- Johan Capiot (1995)
- Andreas Kappes (1995-1996)
- Marco Lietti (1997)
- Rodolfo Massi (1996-1997)
- Luca Mazzanti (1997)
- Leonardo Piepoli (1995-1997)
- Jo Planckaert (1996)
- Felice Puttini (1995-1997)
- Fabio Roscioli (1995-1996)
- Tobias Steinhauser (1996-1997)